# Нава (нохія)
Нохія Нава (араб. ناحية نوى) — нохія у Сирії, що входить до складу мінтаки Ізра мухафази Дар'а. Адміністративний центр — поселення Нава.

Нохія Нава на мапі мінтака Ізра

До нохії належать такі поселення:
- Нава → (Nawa);
- Адван → (Adwan);
- Аль-Джубайлія → (al-Jubayliyah);
- Ан-Насірія → (al-Nasiriyah);
- Аш-Шейх-Саад → (al-Shaykh Saad);
- Ас-Суккарія → (al-Sukkariyah).